# Skags-Furuholmen
Skags-Furuholmen är ett naturreservat i Kalix kommun i Norrbottens län.
Området är naturskyddat sedan 1997 och är 0,6 kvadratkilometer stort. Reservatet omfattar en ö med detta namn samt Skagsgrundet och Furuholmsgrundet i Kalix skärgård. Skogen består mest av tall och till viss del av gran. 